# Sophie Pascoe
Sophie Pascoe (ur. 8 stycznia 1993 w Christchurch) – nowozelandzka niepełnosprawna pływaczka, trzykrotna złota medalistka igrzysk paraolimpijskich w 2008 roku. Na co dzień uczęszcza do szkoły Lincoln High School w Christchurch.

## Kariera
- 2006

Na arenie międzynarodowej zadebiutowała w 2006 roku na mistrzostwach świata w Durbanie (Południowa Afryka)
- Wyniki uzyskane na mistrzostwach:
  - 50 metrów stylem dowolnym: eliminacje - 33.04 (12. miejsce)
  - 100 metrów stylem dowolnym: eliminacje - 1:10.96 (13. miejsce)
  - 400 metrów stylem dowolnym: eliminacje - 5:28.89 (12. miejsce)
  - 100 metrów stylem grzbietowym: eliminacje - 1:18.82 (9. miejsce)
  - 100 metrów stylem motylkowym: eliminacje - 1:26.16 (10. miejsce)
  - 100 metrów stylem klasycznym: eliminacje - 1:27.01 (1. miejsce), finał - 1:26.92 (4. miejsce)
  - 100 metrów stylem zmiennym: finał – 2:47.07 ( miejsce)
- 2008

W 2008 roku na igrzyskach paraolimpijskich Sophie zdobyła 3 złote medale i 1 srebrny mając zaledwie 15 lat i bijąc rekord świata na 100 metrów stylem grzbietowym.
- Wyniki które uzyskała na igrzyskach w Pekinie
  - 100 metrów stylem dowolnym: eliminacje - 1:05.90 (9. miejsce)
  - 100 metrów stylem grzbietowym: eliminacje - 1:11.26 (1. miejsce), finał – 1:10.57  ( miejsce) (ex aequo z Shireen Sapiro)
  - 100 metrów stylem motylkowym: eliminacje - 1:12.93 (4. miejsce), finał – 1:10.53 ( miejsce)
  - 100 metrów stylem klasycznym: eliminacje - 1:24.54 (1. miejsce), finał – 1:22.58 ( miejsce)
  - 100 metrów stylem zmiennym: eliminacje - 2:39.40 (1. miejsce), finał – 2:35.21 ( miejsce)
- 2009

W 2009 roku w Rio de Janeiro zdobyła 4 złote i 3 brązowe medale.
- Zdobyte medale:
  -  Złoto – 100 metrów stylem grzbietowym
  -  Złoto – 100 metrów stylem motylkowym
  -  Złoto – 100 metrów stylem zmiennym
  -  Złoto – 200 metrów stylem zmiennym
  -  Brąz – 100 metrów stylem klasycznym
  -  Brąz – 100 metrów stylem dowolnym
  -  Brąz – 400 metrów stylem dowolnym

## Odznaczenia
- Nowozelandzki Order Zasługi II klasy (2021)[1]
- Nowozelandzki Order Zasługi V klasy (2008)[2]